# Salón de la Fama de los Grupos Vocales
El Salón de la Fama de los Grupos Vocales (Vocal Group Hall of Fame) fue un salón de la fama con sede en Sharon (Pensilvania) que honró a los grupos vocales de Estados Unidos. 

## Historia
El Salón de la Fama de los Grupos Vocales fue concebido por Anthony F. Butala, miembro fundador del grupo vocal de los años 50 y 60 The Lettermen, y financiado por el empresario local James E. Winner Jr. La sociedad se creó en 1998 para cuidar, proteger y exhibir los recuerdos de los miembros. Comenzó a recolectar donaciones de recuerdos de los miembros y a buscar subvenciones de la ciudad de Sharon y el Estado de Pensilvania.
Las inducciones fueron programadas y promovidas para el 11 de septiembre de 2001. The Vocal Group Hall of Fame Museum Company Inc. había comenzado la preparación, producción y promoción de las inducciones de 2001 cuando llegó la trágica noticia de los ataque terroristas del 11 de septiembre que dejó a los artistas incorporados sin poder viajar a las inducciones, provocó la cancelación y pospuso los actos hasta el 4 de octubre de 2001. En los meses posteriores la baja asistencia de visitantes al museo provocó tensiones entre los promotores que finalmente disolvieron la sociedad que pasó a constituirse como Fundación sin ánimo de lucro, con el promotor de conciertos Bob Crosby como presidente y director ejecutivo.
El 14 de junio de 2002, The Vocal Group Hall of Fame Foundation compró el Columbia Theatre, un edificio construido en 1922 con 1750 asientos, uno de los primeros teatros de Warner Brothers, y trasladó allí toda la colección de objetos recopilada por el museo. Las operaciones públicas del Vocal Group Hall of Fame, incluidos el teatro y el museo, se cerraron en 2008 debido a la falta de apoyo financiero.
La Fundación del Salón de la Fama de los Grupos Vocales normalmente incorpora dieciséis Grupos Vocales al año. Los artistas son admitidos dentro de categorías, y cada categoría tiene un miembro del grupo original, un miembro del grupo evolucionado o un miembro de la familia como representante del miembro. Estas categorías incluyen 1940, 1950, 1960, 1970, 1980 y dúos. Si bien sólo los grupos vocales que tienen armonía de tres partes son elegibles, otras categorías, como dúos y vocalistas solistas principales, pueden ser admitidos si tienen un grupo coral que los respalde como en el caso de Tom Petty and the Heartbreakers.

## Miembros del Salón de la Fama de los Grupos Vocales
1998
- The Ames Brothers[3]
- The Andrews Sisters[3]
- The Beach Boys[3]
- The Boswell Sisters[3]
- Crosby, Stills & Nash[3]
- Clyde McPhatter & The (Original) Drifters[3]
- The Five Blind Boys of Mississippi[3]
- The Golden Gate Quartet[3]
- The Manhattan Transfer
- The Mills Brothers[3]
- The Platters
- The Ravens
- Sonny Til & The Orioles
- The Supremes

1999
- The Coasters
- The Delta Rhythm Boys
- The Four Seasons
- The Four Tops
- Hank Ballard & The Midnighters
- The Ink Spots
- The Jackson Five
- Little Anthony & The Imperials
- The Modernaires
- The Moonglows
- Peter, Paul and Mary
- The Revelers
- The Spinners
- The Temptations

2000
- The Bangles
- Ben E. King and The Drifters
- Dion and The Belmonts
- Dixie Hummingbirds
- The Flamingos
- Frankie Lymon & The Teenagers
- The Kingston Trio
- The Mamas & The Papas
- The Skylarks
- The Soul Stirrers
- Three Dog Night

2001
- Bee Gees
- The Chordettes
- Eagles
- The Four Aces
- The Four Freshmen
- Gladys Knight and The Pips
- The Lennon Sisters
- The Lettermen
- The McGuire Sisters
- Michigan Jake
- The Oak Ridge Boys
- Pied Pipers
- Smokey Robinson and The Miracles
- The Vogues
- The Weavers

2002
- ABBA
- The Chantels
- The Clovers
- The 5th Dimension
- The Five Keys
- The Four Knights
- The Harptones
- Jay and The Americans
- The Marcels
- The Shirelles
- The Skyliners
- The Swan Silvertones

2003
- The Association
- The Charioteers
- The Commodores
- Danny & The Juniors
- Earth, Wind & Fire
- The Five Satins
- The Four Lads
- The Impressions
- The Isley Brothers
- Martha & The Vandellas
- The Merry Macs[9]
- The Peerless Quartet
- The Whispers

2004
- Alabama[11]
- American Quartet
- The Beatles
- The Cadillacs
- The Crests
- The Dells
- The Diamonds
- The Doobie Brothers
- The Everly Brothers
- The Four Tunes
- The Jordanaires
- The Marvelettes
- The O'Jays
- The Penguins
- The Ronettes
- The Stylistics
- The Tokens

2005
- The Angels
- The Brooklyn Bridge[13]
- The Chi-Lites
- The Chiffons
- The Crystals
- The Del-Vikings
- The Hilltoppers
- The Mel-Tones
- The Neville Brothers
- The Pointer Sisters
- The Rascals
- The Righteous Brothers
- Sons of the Pioneers
- The Spaniels
- The Tymes

2006
- America
- Billy Ward & The Dominoes
- Bread
- The Byrds[15]
- Deep River Boys
- The Duprees
- The Fleetwoods[16]
- Haydn Quartet[17]
- The Hi-Lo's
- The Hollies
- Journey[18]
- The Lovin' Spoonful
- The Moody Blues
- Queen
- The Shangri-Las
- Simon & Garfunkel

2007
- The Capris[20] (1960s)
- The Chords[21] (1950s)
- The Dixie Cups[22] (1960s)
- The Five Red Caps[23] (1940s)
- The Four Preps (1950s)
- Maurice Williams & the Zodiacs (1950s)
- Harold Melvin & The Blue Notes (1970s)
- The Hoboken Four (Pioneer Award)
- The Jive Five[24] (1960s)
- Kool & The Gang[25] (1970s)
- The Monkees (1960s)
- Ruby & The Romantics[26] (1960s)
- Sam & Dave[27] (Duo Award)
- Sly & The Family Stone[28] (1960s)
- Tony Orlando and Dawn (1970s)
- The Traveling Wilburys (1980s)